# Cardiophorus goezei
Cardiophorus goezei é uma espécie de insetos coleópteros polífagos pertencente à família Elateridae.
A autoridade científica da espécie é Sanchez-Ruiz, tendo sido descrita no ano de 1996.
Trata-se de uma espécie presente no território português.